# José António Lozano

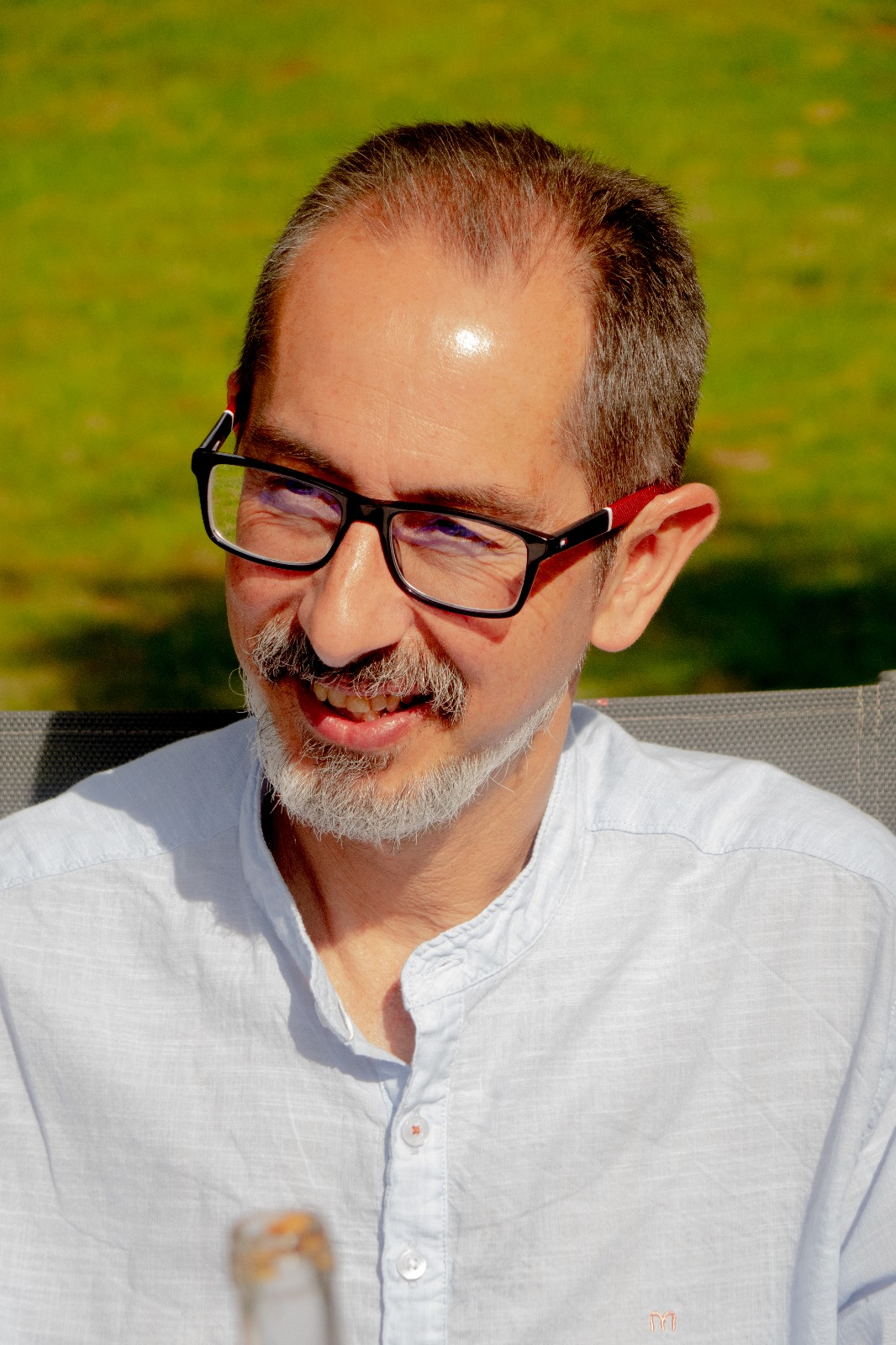
José António Lozano (2025). Foto: Elías Quiroga.

José António Lozano García, nascido na Corunha em 1967, é um professor e escritor galego.

## Trajetória
Professor de Filosofia no ensino  secundário. Pertenceu ao grupo Hedral. Fez estudos sobre o filósofo portuense José Marinho. Colabora na revista digital Palavra Comum e Quiasmo.

## Obras
- Obscura Anatólia, Urutau, 2020. Poesia[2]

### Obras coletivas
- "O pêndulo" em Fogo Cruzado, 1989 (com o pseudónimo Jorge Mário Novais).
- "Retrato antigo: pinturas e superfícies", em Relatos, Editora Laiovento, 1995
- "Porco Transgénico", no livro comemorativo dos 10 anos do  prémio Manuel Murguia, 2002.[3]
- "Nocturnos indígenas" em 7 Poetas, 1995.
- "A aranha de Sidney" em A secreta melancolía da garza, Editorial Galaxia, 2019[4]

## Prémios
- Finalista do Prémio de poesia O Facho, 1988.
- Certame Manuel Murguia de narrações  breves 1993, por Retrato antigo: pinturas e superfícies, ex-aequo com Xavier Alcalá.
- 3º Prémio no Certame Manuel Murguia de narrações  breves 2016, pela A Aranha de Sidney.
- Finalista Prémio Literário Glória de Sant'Anna 2021.

## Veja-se também